# 건대 (지명)
건대(建大)는 서울특별시 광진구 건국대학교를 중심으로 발달한 상업 지역으로 서울 동부권의 대표 번화가다. 건대 맛의 거리, 로데오 패션 거리, 양꼬치 거리로 크게 이루어져 있으며, 서울 지하철 2호선과 7호선의 환승역으로 교통이 편리하다. 근처에 뚝섬한강공원과 어린이대공원이 있고, 잠실과 강남과도 가까우며, 10분 거리에 동서울터미널이 위치해 있다. 과거에 비해 2010년대 들어 크게 성장한 번화가이며, 현재는 서울의 대학 번화가들 중 홍대거리와 함께 양대 최대의 대학 번화가로 여겨진다.

## 교통
건대거리는 건대입구역을 중심으로 한 대학 번화가이다. 서울지하철 2호선과 7호선이 지나는 환승역인 건대입구역은 많은 사람들이 이용하는 역 중 하나다. 근처에 동서울버스터미널도 있어 버스터미널 접근성도 좋다. 

## 주변
대학 번화가 답게 건국대학교 중문 건너편에 번화가가 형성되어 있다. 건대 맛의 거리는 건대거리 번화가의 핵심 지역이다. 수많은 음식점, 카페, 매장, 유흥시설 등이 위치한다. 로데오 패션 거리에는 저렴한 의류 매장들이 많이 있어 청년층이 자주 찾는다. 양꼬치거리는 서울에서 가장 유명한 양꼬치거리로 가장 많은 양꼬치 음식점들이 모여있다. 또한 건국대학교 소유인 스타시티도 건국대학교 정문 건너편에 위치해 있다.

## 같이 보기
- 건국대학교
- 홍대 (지명)